# 彬烏倫鎮區
彬烏倫鎮，或譯眉繆鎮、梅苗鎮，為緬甸曼德勒省彬烏倫縣的鎮區。2014年人口255,508人，區域面積1,990.4平方公里。彬烏倫為該鎮之首府。

## 市鎮與村莊
彬烏倫鎮包含以下的市鎮與村莊：
- Anisakan[4]
- Kyuntapin[5]
- Pyintha[6]
- Thinkadon[7]
- Thon-daung-ywa-ma[8]
- Wetwin[9]
- Zegon[10]

## 外部連結
- "Maymyo Map" （页面存档备份，存于） Maplandia.com